# アルデプロ
株式会社アルデプロは、日本の不動産会社。

## 沿革
- 1988年3月 - 東京・千代田区にて、内装業を目的とする株式会社白川エンタープライズ設立。
- 1994年1月 - 株式会社白川エンタープライズから興栄マネジメント株式会社に商号変更し、新宿区に本社移転。内装業から撤退し、建物管理業務のみに。
- 1999年4月 - 宅地建物取引業免許を取得し、賃貸管理業務に進出。
- 2000年9月 - 興栄マネジメント株式会社からプラネットサポート株式会社に商号変更。
- 2001年12月 - 中古マンション事業に進出。
- 2002年1月 - プラネットサポート株式会社から株式会社アルデプロに商号変更。
- 2002年2月 - 建物管理業務から撤退。
- 2002年3月 - 賃貸管理業務の部門を営業譲渡。
- 2004年3月 - 東京証券取引所マザーズ上場。
- 2004年4月 - 代表取締役社長が道路交通法違反で執行猶予判決を受け、宅地建物取引業免許を取り消される。社長は解任。
- 2004年5月 - 宅地建物取引業免許を再取得。
- 2005年5月 - 先に解任された代表取締役社長が会長として復帰。8月には、代表取締役社長にも復帰。
- 2005年7月 - ジャパンリアルティスーパービジョンを子会社化。
- 2005年8月 - アイディーユー（現・日本アセットマーケティング）と業務提携。
- 2005年9月 - 本社を京王新宿三丁目ビルに移転。
- 2006年2月 - ダイア建設と業務提携。
- 2006年3月 - 尾髙電工を子会社化。
- 2007年3月 - オーパスを子会社化。
- 2007年4月 - アパマンショップホールディングスと業務提携。日本インベスターズサービスを子会社化。
- 2007年8月27日 - ジーエス・ティーケー・ホールディングス・フォー合同会社（ゴールドマンサックス出資）を引受先とする、200億円の第三者割当増資（うち100億円の資本増加）と、100億円の無担保転換社債型新株予約権付社債の発行を実施。
- 2008年2月 - 尾髙電工の全株式を譲渡。
- 2008年7月 - 日本インベスターズサービスの全株式を譲渡。
- 2008年12月 - オーパスの全株式を譲渡。
- 2009年4月 - ジャパンリアルティスーパービジョンの全株式を譲渡。
- 2009年11月25日 - 東京証券取引所より内部管理体制等について改善の必要性が高いと判断されたため、1回目となる特設注意市場銘柄に指定[4]。
- 2010年3月2日 - 事業再生ADR手続利用を申請、受理されたと発表した[5]。
- 2010年7月28日 - 総額272億円の金銭債務を優先株に変更する債務の株式化を実施[6]。
- 2011年11月25日 - 2010年11月25日に東京証券取引所へ提出した1回目の内部管理体制確認書の審査の結果、内部管理体制等が十分に改善されたとは確認できなかったとして特設注意市場銘柄指定継続が決定[7]。
- 2012年4月19日 - 2011年11月25日に東京証券取引所へ提出した2回目の内部管理体制確認書の審査の結果、内部管理体制等について問題があると認められないとして、特設注意市場銘柄の指定を解除[8]。
- 2012年11月5日 - ジーエス・ティーケー・ホールディングス・フォー合同会社が保有していた全株式を、実質的な創業者である秋元竜弥に譲渡。秋元竜弥が筆頭株主となる[9]。
- 2013年4月30日 - 第二位株主の株式会社エム・エル・エスより30億46百万円の債務免除を受ける（前期末債務総額の約40％）[10]。
- 2013年7月31日 - 実質的な創業者である秋元竜弥に対し第三者割当増資（債務の株式化を含む）を行い、秋元竜弥が議決権の過半数を得る。事業再生ADR手続終結[11]。
- 2014年12月1日 - 市場選択制度により東京証券取引所第二部に市場変更。
- 2015年4月1日 - FIP投資顧問株式会社を子会社化。
- 2015年9月1日 - 株式会社関西エレベーター子会社化。
- 2015年10月 - 株式会社奨建築の全株式を譲渡。
- 2015年11月 - S＆Standard株式会社の全株式を譲渡。
- 2016年1月 - FIP投資顧問株式会社を分離。
- 2016年9月 - 株式会社関西エレベーターを分離。
- 2017年8月 - 「JPX日経中小型株指数」構成銘柄に選定
- 2023年11月30日 - 内部管理体制の改善の必要があるとして、2回目となる特別注意銘柄（2024年1月14日までは特設注意市場銘柄）に指定[12][13]。
- 2024年2月15日 - 特別注意銘柄指定に伴う改善計画書の策定・公表を断念することを発表。東京証券取引所から「監理銘柄（審査中）」の指定を受ける[14][15]。
- 2024年4月23日 - 内部管理体制が改善される見込みがないとして、東京証券取引所スタンダード市場上場廃止[1][16]。
- 2024年6月17日 - 売り上げを過大計上した四半期報告書を提出したなどとして、金融庁が2100万円の課徴金納付命令を出した[17]。

## 社名の由来
「ARDEPRO（アルデプロ）」という社名の由来は、英語の「ardent（熱心な）」と「professionals（プロフェッショナル）」を組み合わせた造語。

## 上場廃止に至った経緯
2008年7月期から業績が悪化し、2009年7月期には債務超過となった。アルデプロは2009年11月25日に東京証券取引所から1回目となる特設注意市場銘柄の指定を受けた。2010年3月に事業再生ADR手続利用を申請し、債務の株式化などが行われた結果、2010年7月期には資産超過に回復した。その後も在庫物件の売却など資産・負債の圧縮により再建を進め、2012年4月19日に1回目の特設注意市場銘柄の指定は解除された。
その後も売却価格の低迷などで2012年7月期に再び44億円余りの純損失を計上し、再度債務超過に転落した。販売用不動産の処分も終了し、債務免除による特別利益の計上も行ったものの2013年7月期の債務超過解消（上場廃止回避）のめどが立たなかったため、2013年7月末日に実質的な創業者である秋元竜弥に対して12億円の第三者割当増資（債務の株式化を含む）を行い、債務超過を回避した。
過去の特定の取引に関連して、貸付債権に係る貸倒引当金の計上、取引先の連結子会社該当性等に関する疑義などが外部の指摘により発覚したため、アルデプロは2023年7月19日に社外調査委員会を設置した。同年9月22日に社外調査委員会から調査報告書を受領し、同年9月29日に2023年7月期決算短信の開示と訂正処理を行った2018年3月期から2022年3月期までの有価証券報告書並びに2023年7月期第3四半期報告書を関東財務局に提出した。同年10月12日には再度訂正処理を行った2020年3月期から2022年3月期までの有価証券報告書を関東財務局に提出した。
社外調査委員会は、椎塚裕一代表取締役社長の主導する複数の不動産売買が、アルデプロの大株主により実質的に支配されている合同会社を相手方とする取引であったにもかかわらず、当該不動産売買に係る適時開示資料において資本関係及び人的関係がない相手方との取引である旨を記載しており、上場規則に違反した虚偽の開示を行っていたことが明らかとなった他。支配株主等に関する事項の開示においても、当該不動産売買に関する適切な記載を行っておらず、上場規則に違反した開示を行っていたことが明らかになった。さらに、1回目の特設注意市場銘柄指定解除後において、策定された再発防止策の運用等に複数の不備が認められる状況が生じていたものの、経営陣はこれらを是正するための十分な対応を行っていなかった事、椎塚代表取締役社長を含む経営陣がコンプライアンス意識に欠けた行為を行っていた事なども明らかとなった。
1回目の特設注意市場銘柄指定解除後における内部管理体制の改善が不十分であることなどから、2023年11月30日に2回目となる特別注意銘柄（2024年1月14日までは特設注意市場銘柄）の指定を受けた。2回も特別注意銘柄の指定を受けるのは、2007年に特別注意銘柄制度が開始されて以降、初のケースとなった。同年12月15日には改善計画書の策定方針を開示した他、秋元竜弥会長が同日付で辞任した他、椎塚代表取締役社長も2024年3月31日付で辞任することを発表した。フロンティア監査法人は、同日に提出した2024年7月期第1四半期報告書について結論の不表明とした。
アルデプロは2024年1月に日本取引所自主規制法人へ改善計画書ドラフトを提出したが、日本取引所自主規制法人はアルデプロに対して、筆頭株主である秋元が関与する取引の透明化及び公正化が必要である事や全役員が退任すべきであるなどと指摘したが、取締役と同等の人脈やノウハウを有する人物の確保は容易ではなかった。アルデプロは2024年2月15日に改善計画書の策定・公表を断念することを発表し、東京証券取引所は同日にアルデプロを「監理銘柄（審査中）」に指定した。フロンティア監査法人は、同年3月15日に提出した2024年7月期第2四半期報告書についても結論の不表明とした
東京証券取引所は2024年3月22日、内部管理体制が改善される見込みがない（「内部管理体制確認書の提出前で、内部管理体制等について改善の見込みがなくなったと当取引所が認める場合に該当」、2024年1月15日改正前の有価証券上場規程等が適用）として上場廃止の決定を下し、アルデプロは同年4月23日に上場廃止となった。2024年1月14日以前に特別注意銘柄（旧名称：特設注意市場銘柄）に指定された銘柄で、「内部管理体制確認書提出前に内部管理体制等について改善の見込みがなくなったと当取引所が認める場合」に該当して上場廃止となった企業は、2023年8月に上場廃止となったディー・ディー・エス、同年12月に上場廃止となったルーデン・ホールディングスに次いで3社目となった。2回目となる特別注意銘柄の指定から上場廃止までの5カ月という期間は、特別注意銘柄による上場廃止基準によって上場廃止となった企業では、ディー・ディー・エスとルーデン・ホールディングスの11カ月を下回り、過去最短となった。
アルデプロは上場廃止の当日、改善計画・状況報告書を開示。経営陣による牽制および監督といったガバナンスが機能することなく、会社全体としてのコンプライアンス意識の低下を招いたことを認めた。

## 提供番組
- フジテレビ系列
  - 笑っていいとも!増刊号
- テレビ東京系列
  - ワールドビジネスサテライト他

※CFキャラクターには沢村一樹、西村知美、佐藤寛子を起用。